# أديسون جي. فوستر
أديسون جي. فوستر (بالإنجليزية: Addison G. Foster)‏ هو سياسي أمريكي، ولد في 28 يناير 1837 في الولايات المتحدة، وتوفي في 16 يناير 1917 في تاكوما في الولايات المتحدة. حزبياً، نشط في الحزب الجمهوري. وقد انتخب عضو مجلس الشيوخ الأمريكي.